# Barotul
Barotul je vesnice a přímořské letovisko v Chorvatsku v Zadarské župě, nacházející se na ostrově Pašman, spadající pod opčinu Pašman. Nachází se u zátoky Taline. V roce 2021 zde žilo celkem 82 obyvatel. Vesnice získala samostatnost až v roce 2021, předtím byla součástí vesnice Pašman.
Sousedními vesnicemi jsou Mrljane a Pašman. Prochází tudy župní silnice Ž6062. Nedaleko Barotulu se nachází ostrůvek Garmenjak.